# Mithraeum de Mariana
Le mithraeum de Mariana est situé sur le site archéologique de la cité antique de Mariana, à Lucciana dans le département de Haute-Corse,.

## Historique
En 2017 sur le site archéologique de Mariana, une équipe de l'INRAP (Institut national de recherches archéologiques préventives) a mis au jour les vestiges d'un mithraeum, un sanctuaire dédié au culte de Mithra, une divinité de la mythologie perse ou indo-iranienne, et dont le culte était très répandu aux débuts de l'Empire romain. 
Des objets comme des lampes à huile intactes ou brisées, statuettes, un mobilier liturgique constitué de deux clochettes en bronze, trois fragments d’un bas-relief brisé représentant Mithra ont été exhumés en très bon état.

## Description
C’est la première fois qu’un mithraeum est identifié en Corse. Le sanctuaire se compose de plusieurs espaces caractéristiques des mithræa dont une salle de culte et son antichambre. La cella (salle du culte) mesure 11 m de long sur 5 m de large et se présente comme un couloir surbaissé bordé de deux banquettes latérales de 1,80 m de large où se tenaient les adeptes. Deux niches voûtées en vis-à-vis ont été aménagées dans les banquettes, dont l'une contenait trois lampes à huile intactes.
Trois fragments de la tauroctonie ont été récupérés au fond du couloir.

## Galerie

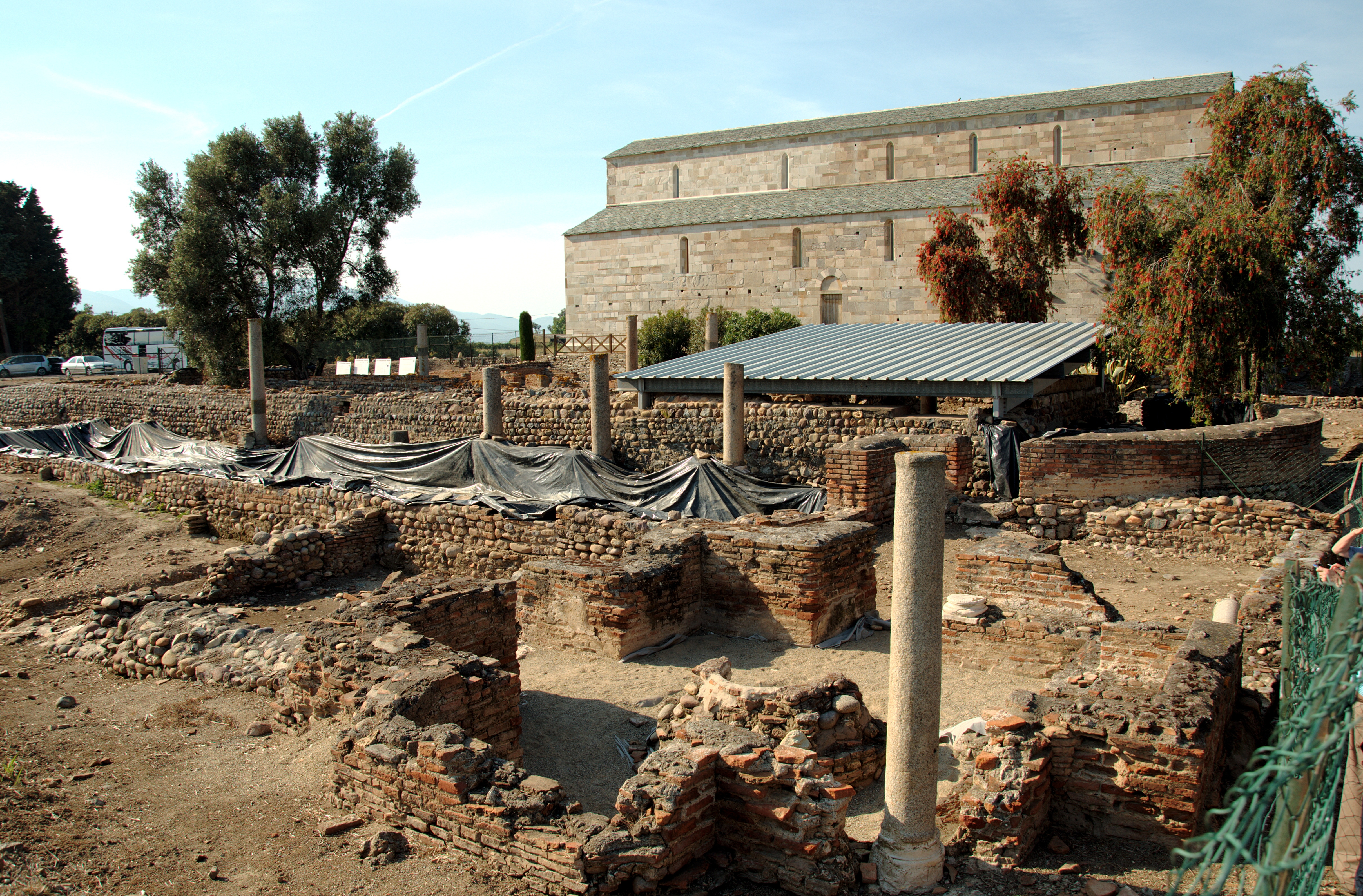
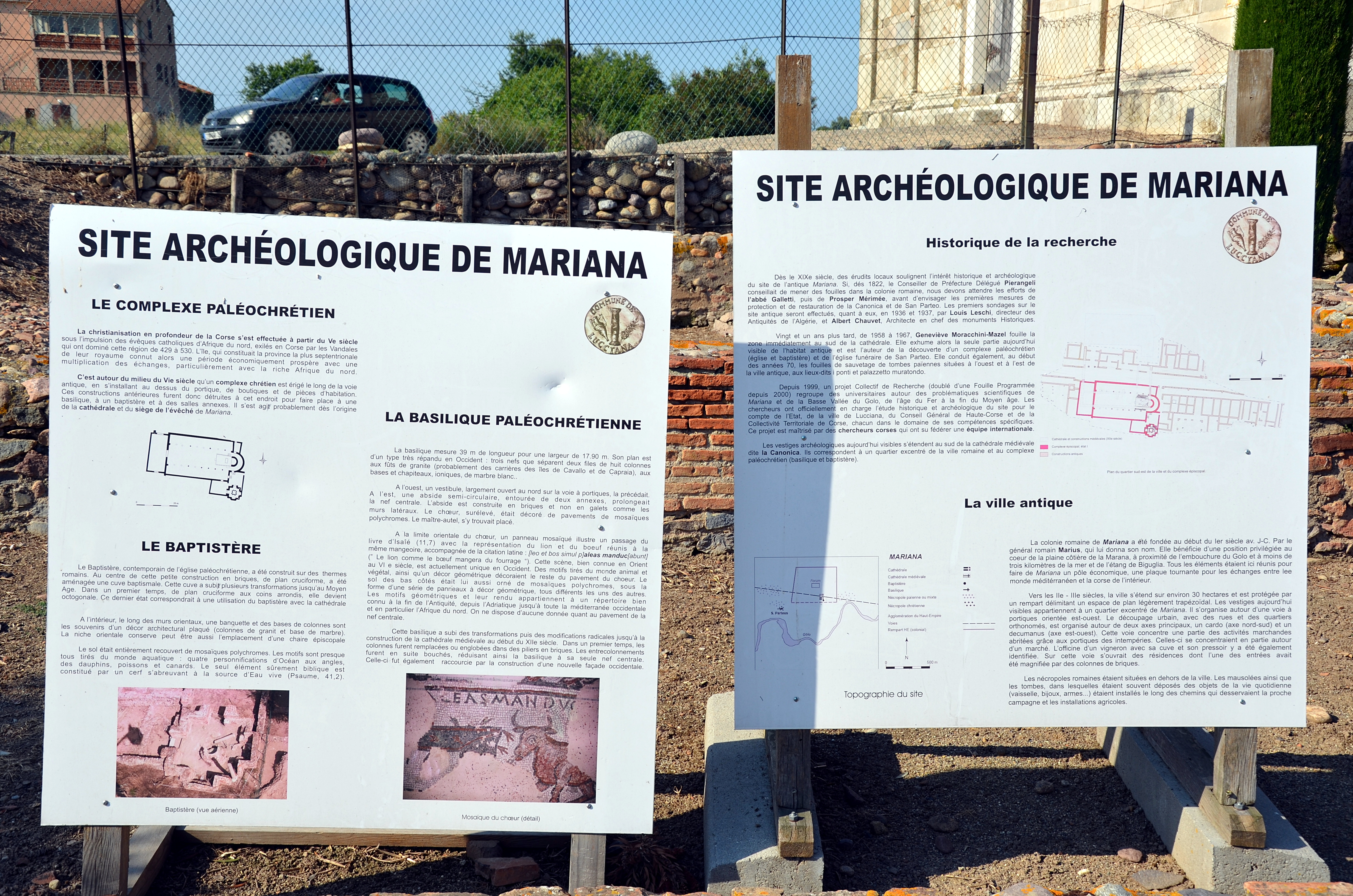